# Thomas John Claggett

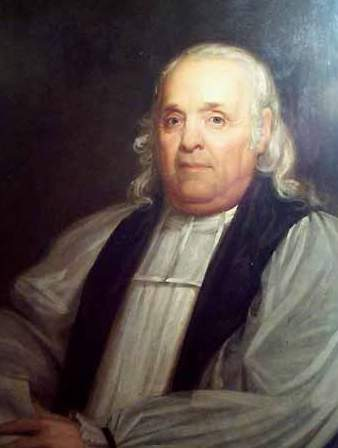
Thomas John Clagget, porträtterad av John Wesley Jarvis.

Thomas John Claggett, född den 2 oktober 1743, död den 2 augusti 1816, var den förste biskopen i Amerikanska Episkopalkyrkan som konsekrerades på amerikansk mark och den förste biskopen i det episkopala stiftet i Maryland.
Han var son till prästmannen Samuel Clagett och Elizabeth Gantt. Efter faderns död 1756 placerades han hos sin onkel, doktor John Eversfield, kyrkoherde vid Saint Paul's, Saint George's County. Tre år senare började han public school och 1762 började han sina studier vid College of New Jersey, Princeton University. Den 25 september 1764 avlade han sin examen och under tre år mottog han teologisk undervisning av sin ovannämnde morbror.
Den 20 september 1767 diakonvigdes han av biskopen av London, doktor Richard Terrick. Mindre än en månad senare prästvigdes han av samme prelat, den 11 oktober 1767. Han stannade i England ungefär tre månader till, där han bedrev studier och besökte anhöriga. Våren 1768 återvände han hem och tjänstgjorde på ett par olika ställen innan han biskopsvigdes i Trinity Church i New York den 17 september 1792, som den femte biskopen i Episkopalkyrkan.
Hans konsekratorer var Samuel Provoost, tredje presiding bishop i Episkopalkyrkan och förste biskop av New York, Samuel Seabury, andre presiding bishop och förste biskop av Connecticut, och William White, förste och fjärde presiding bishop och förste biskop av Pennsylvania. Dessutom deltog biskop James Madison av Virginia.